# 피에르 폴리에브

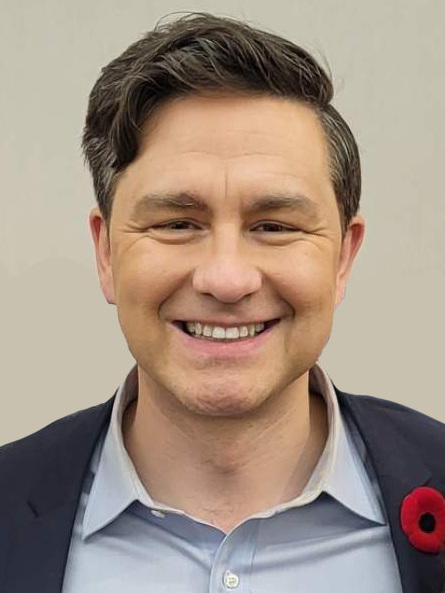
2023년 모습

피에르 폴리에브(Pierre Poilievre, 본명: Pierre Marcel Poilievre PC MP, /ˌpɔːliˈɛv/ PAW-lee-EV, 1979년 6월 3일 ~ )는 캐나다 보수당의 지도자이자 2022년부터 공식 야당의 지도자를 역임한 캐나다 정치인이다. 2004년부터는 국회의원(MP)을 맡고 있다.
폴리에브는 앨버타 주 캘거리에서 태어났다. 그는 캘거리대학교에서 국제관계학 학사 학위를 취득했다. 그런 다음 그는 캐나다 동맹 리더 스톡웰 데이(Stockwell Day)에서 일했다. 폴리에브는 2004년 연방 선거 이후 처음으로 하원 의원으로 선출되었다. 그는 처음에 네피안-칼턴의 오타와 지역 라이딩을 대표한 다음 다시 설립된 칼턴 라이딩을 대표했다. 폴리에브는 2006년부터 2013년까지 스티븐 하퍼 총리 밑에서 다양한 의회 비서직을 역임한 후 2013년부터 2015년까지 하퍼의 민주 개혁 장관, 2015년에는 고용 및 사회 개발 장관을 역임했다. 2017년부터 2022년까지 폴리에브는 그림자 역할을 했다. 재무장관, 잠시 일자리산업 예비장관을 역임했다. 2022년 지도부 선거에서 보수당 대표로 출마해 첫 번째 투표에서 승리했다. 폴리에브는 자신을 자유주의 성향의 당원으로 묘사했다.